# Futbol'nyj Klub Hirnyk-Sport
Il Futbol'nyj Klub Hirnyk-Sport' (in ucraino Футбольний клуб Гірник-Спорт?, meglio noto come Hirnyk-Sport', è una società calcistica ucraina con sede nella città di Horišni Plavni. Milita nella Perša Liha, la seconda serie del campionato ucraino di calcio.

## Storia
Il club è stato fondato nel 1987 con la denominazione di Lokomotyv. Nel 1992, il club si è fuso con un'altra compagine cittadina di nome Hirnyk, assumendo la denominazione di quest'ultima.
Nel 1995, il club accede alla Druha Liha, la terza serie calcistica ucraina, diventando di fatto un club professionistico (l'anno precedente aveva aggiunto alla sua denominazione ufficiale il suffisso -sport). Resta ininterrottamente in Druha Liha per 19 stagioni, culminate nel 2014 con la promozione in Perša Liha. Dopo nove stagione nella serie cadetta, nel 2023 retrocede in Druha Liha, ma viene successivamente ripescato.

## Cronistoria del nome
- 1989: Fondato come Lokomotyv
- 1992: Rinominato in Hirnyk
- 1994: Rinominato in Hirnyk-Sport

## Palmarès

### Competizioni nazionali
- Druha Liha: 1

2013-2014

## Organico

### Rosa 2022-2023
| N. |                    | Ruolo | Calciatore            |
| -- | ------------------ | ----- | --------------------- |
| 1  | Ucraina (bandiera) | P     | Maksym Kovalenko      |
| 3  | Ucraina (bandiera) | D     | Hlib Smetanin         |
| 4  | Ucraina (bandiera) | D     | Oleksandr Nikolyshyn  |
| 6  | Ucraina (bandiera) | D     | Roman Bodnya          |
| 7  | Ucraina (bandiera) | C     | Artem Syomka          |
| 8  | Ucraina (bandiera) | C     | Suleyman Seytkhalilov |
| 9  | Ucraina (bandiera) | C     | Radion Posyevkin      |
| 10 | Ucraina (bandiera) | A     | Vadym Solohub         |
| 11 | Ucraina (bandiera) | C     | Vladyslav Shynkarenko |
| 12 | Ucraina (bandiera) | C     | Vladyslav Hromenko    |
| 13 | Ucraina (bandiera) | D     | Daniil Syemilyet      |
| 14 | Ucraina (bandiera) | D     | Dmytro Shynkarenko    |
| 15 | Ucraina (bandiera) | C     | Denys Chernysh        |

| N. |                    | Ruolo | Calciatore            |
| -- | ------------------ | ----- | --------------------- |
| 16 | Ucraina (bandiera) | C     | Maksym Sheptitskyi    |
| 17 | Ucraina (bandiera) | A     | Vladyslav Horbachenko |
| 18 | Ucraina (bandiera) | C     | Oleksandr Podrezan    |
| 20 | Ucraina (bandiera) | C     | Yuriy Senytskyi       |
| 21 | Ucraina (bandiera) | C     | Fedir Trokhymchuk     |
| 22 | Ucraina (bandiera) | C     | Denys Pidruchnyi      |
| 23 | Ucraina (bandiera) | D     | Danylo Sydorenko      |
| 24 | Ucraina (bandiera) | D     | Maksym Tsvirenko      |
| 25 | Ucraina (bandiera) | P     | Serhiy Dvornyk        |
| 26 | Ucraina (bandiera) | P     | Heorhiy Klimov        |
| 27 | Ucraina (bandiera) | C     | Vladyslav Zorenko     |
| 44 | Ucraina (bandiera) | D     | Semen Datsenko        |